# Balmoral Hotel
Balmoral Hotel (спочатку North British (Railway Station) Hotel) — готель класу люкс, а також орієнтир у Единбурзі, Шотландії.

## Історія
У 1895 році був проведений конкурс на кращий проект, який виграв Вільям Бітті. Готель був розрахований для багатих подорожніх, які приїжджають або виїжджають з вокзалу Уеверлі. Цим обумовлено його зручне розташування в південній частині Нового міста на перетині головної торгової вулиці Прінсес-стріт і Північного моста, під яким розкинувся вокзал. Перша назва North British Hotel або просто N.B., була дана за назвою залізничного оператора North British Railway. Нова назва The Balmoral готель отримав після модернізації в кінці 1980-х років за назвою однойменного замку.
Готель перейшов у власність Лондона та північно-східної залізниці (LNN) у 1923 році.
Після націоналізації залізниць у 1948 році готель став частиною британських перевезень, доки він не був приватизований та придбаний компанією Gleneagles Hotel у 1983 році.
У 1988 році готель закрили для основної реконструкції. Будівля була придбана Balmoral International Hotels в 1990 році. 12 червня 1991 р. актор Шон Коннері, який народився в Единбурзі, офіційно повторно відкрив готель як The Balmoral. Реконструкція коштувала 23 000 фунтів стерлінгів. Для підйомників з'являється бляшка. Готель тоді став частиною групою фортеці, що формує частину своєї «Forte Grand» Collection of International High-End Hotels. Згодом готель став частиною групи Forte Group.
З кінця 90-х рр. готель Balmoral належить компанії The Rocco Forte Collection, що складається з 13 готелів класу люкс розміщених по всій Європі.

## Особливості
Розташований поблизу головного вокзалу Единбурга, готель Balmoral як і раніше користується попитом у мандрівників. Щоб вони встигали прийти вчасно до відправлення поїзда, на вежі готелю розташований годинник, який помітний з великої відстані. Він традиційно поспішає на дві хвилини. Висота вежі становить 58 м. Будівля готелю виконано в вікторіанському стилі з вкрапленнями шотландського баронського стилю. Під час модернізації з фасаду будівлі були прибрані практично всі декоративні балкончики.
Традиційно головним конкурентом Балморала є Caledonian Hotel на іншому кінці Прінсес-стріт. Він був побудований для подорожніх станції Princes Street Station оператора Caledonian Railway, яка була закрита в 1965 році.